# Dadegal, Koppal
Dadegal là một làng thuộc tehsil Koppal, huyện Koppal, bang Karnataka, Ấn Độ.